# Erik de Bruyn
Pour les articles homonymes, voir de Bruyn.
Erik de Bruyn, né le 27 octobre 1962 à Terneuzen (Pays-Bas), est un réalisateur, scénariste et acteur néerlandais.

## Récompenses et distinctions
- (en) Erik de Bruyn: Awards, sur l'Internet Movie Database